# Hypochrosis
Hypochrosis is een geslacht van vlinders van de familie spanners (Geometridae).

## Soorten
- H. arnecornelii Hausmann, 2003
- H. banakaria Plötz, 1880
- H. colettae Hausmann, 2003
- H. chiarinii (Oberthür, 1883)
- H. dierli Hausmann, 2003
- H. euphyes Prout, 1915
- H. haderleini Hausmann, 2003
- H. hampsoni Hausmann, 2003
- H. herbuloti Hausmann, 2003
- H. maculifera Hampson, 1909
- H. manfredi Hausmann, 2003
- H. meridionalis Hausmann, 2003
- H. obscura Hausmann, 2003
- H. poliostola Fletcher D. S., 1958
- H. pustulata Hausmann, 2003
- H. roberti Hausmann, 2003
- H. simplex Hausmann, 2003
- H. sonjae Hausmann, 2003
- H. sublutea Hausmann, 2003
- H. submarginata Hausmann, 2003
- H. turlini Herbulot, 1979
- H. uniformis Hausmann, 2003
- H. urania Herbulot, 1979
- H. viridiflava Hausmann, 2003
- H. wittei Debauche, 1938